# LEN European Cup 1976-1977
La LEN European Cup 1976-1977 è stata la quattordicesima edizione del massimo trofeo continentale di pallanuoto per squadre di club.
Si sono qualificate alla fase finale otto squadre. Sono state disputate due fasi a gironi.
I campioni sovietici del CSK Mosca hanno conquistato il trofeo per la prima volta imponendosi nel girone finale giocato in casa.

## Gironi di semifinale

### Gironi
| Gruppo A        |
| sede: Mosca     |
| - CSK VMF Mosca |
| - Florentia     |
| - Partizan      |
| - Vasas         |

| Gruppo B       |
| sede: Würzburg |
| - CSKA Sofia   |
| - Košice       |
| - Würzburg 05  |
| - Zian         |

### Gruppo A
|    | Semifinali 1976-1977 | Pti | G | V | N | P | GF | GS | DR |
| -- | -------------------- | --- | - | - | - | - | -- | -- | -- |
| 1. | CSK VMF Mosca        | 4   | 3 | 2 | 0 | 1 | 21 | 18 | +3 |
| 2. | Partizan             | 3   | 3 | 1 | 1 | 1 | 22 | 22 | 0  |
| 3. | Vasas                | 3   | 3 | 1 | 1 | 1 | 17 | 18 | -1 |
| 4. | Florentia            | 2   | 3 | 0 | 2 | 1 | 18 | 20 | -2 |

|  | CSK      | 7-5 | Florentia |
|  | Partizan | 6-7 | Vasas     |

|  | CSK      | 7-5 | Vasas     |
|  | Partizan | 8-8 | Florentia |

|  | CSK   | 7-8 | Partizan  |
|  | Vasas | 5-5 | Florentia |

### Gruppo B
|    | Semifinali 1976-1977 | Pti | G | V | N | P | GF | GS | DR |
| -- | -------------------- | --- | - | - | - | - | -- | -- | -- |
| 1. | Würzburg 05          | 6   | 3 | 3 | 0 | 0 | 15 | 10 | +5 |
| 2. | Zian                 | 4   | 3 | 2 | 0 | 1 | 20 | 15 | +5 |
| 3. | CSKA Sofia           | 2   | 3 | 1 | 0 | 2 | 17 | 18 | -1 |
| 4. | Košice               | 0   | 3 | 0 | 0 | 8 | 17 | 20 | -9 |

|  | Würzburg | 5-2  | Košice |
|  | Zian     | 10-7 | CSKA   |

|  | Würzburg | 5-4 | CSKA   |
|  | Zian     | 6-3 | Košice |

|  | Würzburg | 5-4 | Zian   |
|  | CSKA     | 6-3 | Košice |

## Girone finale
|  |    | Finali 1976-1977 | Pti | G | V | N | P | GF | GS | DR |
|  | -- | ---------------- | --- | - | - | - | - | -- | -- | -- |
|  | 1. | CSK VMF Mosca    | 6   | 3 | 3 | 0 | 0 | 17 | 13 | +4 |
|  | 2. | Zian             | 3   | 3 | 1 | 1 | 1 | 11 | 12 | -1 |
|  | 3. | Würzburg 05      | 2   | 3 | 1 | 0 | 2 | 7  | 8  | -1 |
|  | 4. | Partizan         | 1   | 3 | 0 | 1 | 2 | 11 | 13 | -2 |

|  | CSK      | 7-6 | Partizan |
|  | Würzburg | 2-3 | Zian     |

|  | Würzburg | 2-3 | CSK  |
|  | Partizan | 3-3 | Zian |

|  | Würzburg | 3-2 | Partizan |
|  | CSK      | 7-5 | Zian     |

### Campioni
- CSK VMF Mosca Campione d'Europa:

Klebanov, Romanciuk, Frolovan, Aleksandr Dolgušin, Vladimir Žmudskij, Aleksandr Kabanov, Frolovai, Jeleseev, Gargonov, Pavlov, Anatolij Akimov, Vjacheslav Sobchenko.

## Fonti
- (EN)  LEN, The Dalekovod Final Four - Book of Champions 2011, 2011 (versione digitale)